# 13 (Suicidal-Tendencies-Album)
13 ist das neunte Studioalbum der US-amerikanischen Band Suicidal Tendencies. Es erschien am 26. März 2013 in den USA bei Suicidal Records. Am 5. April 2013 erschien es auch in Deutschland.

## Entstehung und Stil
Bereits im September 2002 hatte Mike Muir bekanntgegeben, dass die Band sich im Studio befinde und an neuen Songs arbeite. Das neue Album solle Anfang 2003 veröffentlicht werden. Im Herbst 2003 wurde eine Doppel-CD für 2004 angekündigt. Im Herbst 2004 wurde erneut ein Album namens Return to Venice angekündigt, das jedoch kein Suicidal-Album sei, sondern auch Stücke der Nebenprojekte enthalte. Das neue Album solle danach erscheinen.
2006 und 2008 wurden erneut Ankündigungen von Mike Muir veröffentlicht. Im November 2011 hieß es vonseiten der Band, man habe drei neue Alben aufgenommen, man müsse sie nur zusammenstellen.
Im Mai 2012 erlitt Ur-Gitarrist Mike Clark eine Kopfverletzung. Für ihn spielt nun Nico Santora. Im Dezember 2012 wurde bekannt, dass sich die Band erneut im Studio befindet. Die Ankündigung von 13 erfolgte dann am 21. Februar 2013.
Vom Albumtitel lassen sich gleich vierfach Bezüge mit der Zahl 13 herstellen: es handelt sich um die 13. Studio-Veröffentlichung (inklusive Controlled by Hatred/Feel Like Shit...Déjà Vu, Still Cyco After All These Years, Six the Hard Way und No Mercy Fool!/The Suicidal Family), es sind 13 Stücke auf dem Album, und es ist das erste Album seit 13 Jahren und erschien im Jahr 2013. Zudem trug Mike Muir bereits früher Baseballshirts mit der Zahl 13.

## Rezeption
Fred Thomas von Allmusic beschrieb das Album als „petulant, cathartic, thrashy hardcore the band is known for“. Er vergab 3,5 von fünf Sternen.

## Titelliste
| Nr. | Titel                                               | Länge |
| --- | --------------------------------------------------- | ----- |
| 1.  | Shake It Out                                        | 3:50  |
| 2.  | Smash It!                                           | 3:46  |
| 3.  | This Ain’t a Celebration                            | 3:31  |
| 4.  | God Only Knows Who I Am                             | 5:28  |
| 5.  | Make Your Stand                                     | 5:54  |
| 6.  | Who’s Afraid?                                       | 4:07  |
| 7.  | Show Some Love... Tear It Down                      | 3:31  |
| 8.  | Cyco Style                                          | 4:43  |
| 9.  | Slam City                                           | 4:40  |
| 10. | Till My Last Breath                                 | 4:39  |
| 11. | Living the Fight                                    | 4:22  |
| 12. | Life... (Can’t Live with It, Can’t Live Without It) | 4:35  |
| 13. | This World                                          | 5:07  |